# European Surgical Institute
Das Johnson & Johnson Institute (JJI) ist ein Schulungszentrum für Minimalinvasive Chirurgie (MIC) in Norderstedt bei Hamburg. 2017 änderte sich der Name von European Surgical Institute zu Johnson & Johnson Institute.

## Geschichte
Das Institut wurde 1991 von der damaligen Ethicon GmbH (heute Johnson & Johnson MEDICAL GmbH), einer Tochter des US-amerikanischen Konzerns Johnson & Johnson, gegründet. Ziel war es, die Verbreitung der seit Ende der 1980er Jahre aufkommenden MIC zu fördern. Minimalinvasive Verfahren stellen besondere Anforderungen an die operierenden Ärzte, da sie keine direkte Sicht auf das Operationsfeld haben und einen großen Teil der Operationsschritte mittels langstieliger Geräte und ohne direkten Kontakt zum behandelten Gewebe ausführen.
Im JJI wurden zunächst Kurse angeboten, in denen das Vernähen von Gewebe unter oben genannten Umständen trainiert werden konnte. Aufgrund der starken Nachfrage wurde das Institut 1993 vom Gelände der Ethicon GmbH in einen eigens errichteten zweistöckigen Neubau verlegt, der im Jahr 1999 nochmals um die ursprüngliche Fläche erweitert wurde. Das Angebot an Kursen hat sich seit der Gründung stark erweitert, von den grundlegenden chirurgischen Fähigkeiten wie dem Nähen hin zu komplexen Operationen.
1997 setzte das JJI erstmals Computersimulatoren für das Üben der MIC ein.
2003 erhielt das JJI als erstes privates Institut die Akkreditierung durch das European Accreditation Council for Continuing Medical Education (EACCME), einen Ausschuss der Vereinigung europäischer Fachärzte (Union Européenne des Médecines Spécialistes, UEMS).

## Lehrmethoden
Im JJI werden die meisten Kurse mit einer Mischung aus theoretischen und praktischen Übungen bestritten. Zu diesem Zweck verfügt das JJI über Schulungsräume mit vielseitiger technischer Ausstattung sowie Labore für das Training an Organen und Modellen. Weiterhin ist das Üben ganzer Operationsverfahren mittels Computersimulation Bestandteil vieler Kurse. Aus dem Sport adaptierte das JJI das Mentale Training für die Chirurgie.
Die Eignung sowohl von mentalem Training als auch Computersimulation für die Ausbildung von Chirurgen konnten Mitarbeiter des JJI durch Studien belegen.

## Besonderheiten
- Das JJI war mit einer Ausstellung zum Thema Chirurgie Teil der EXPO 2000.
- Das JJI war Spielstätte des Schleswig-Holstein Musik Festival.